# Lirophora
Lirophora је род морских шкољки из породице Veneridae, тзв, Венерине шкољке.

## Врсте
Према WoRMS
- Lirophora discrepans  (G. B. Sowerby I, 1835)
- Lirophora kellettii  (Hinds, 1845)
- Lirophora latilirata  (Conrad, 1841)
- Lirophora mariae  (d'Orbigny, 1846)
- Lirophora obliterata  (Dall, 1902)
- Lirophora paphia  (Linnaeus, 1767)
- Lirophora peruviana  (G. B. Sowerby I, 1835)
- Lirophora riomaturensis  (Maury, 1925)
- Lirophora varicosa  (G. B. Sowerby II, 1853)

- † прихваћена као
- прихваћена као